# グリーンズボロ・コロシアム
グリーンズボロ・コロシアム（Greensboro Coliseum）は、アメリカ合衆国・ノースカロライナ州・グリーンズボロに位置するアリーナである。

## 概要
1959年に開場。北米最大のアリーナ（ドームスタジアムを除く）であり、過去にはNHLのカロライナ・ハリケーンズ、1974年のNCAA男子バスケットボールトーナメントのファイナルフォーを開催。
またアメリカプロレスの興行も行われており、ジャイアント馬場が当地でPWFヘビー級選手権の防衛戦を行ったこともある。WWFのサバイバー・シリーズなどの大会が開催された。
2024年にはスティングの引退試合であるAEWレボリューションが開催。
また、最近になってからはACC女子バスケットボールトーナメントが開催されている。